# 奧衛娣刺鎧蝦
奧衛娣刺鎧蝦（学名：Munida oritea）为鎧甲蝦科刺鎧蝦屬下的一个种。